# Paul Kronk
Paul Kronk (nacido el 22 de septiembre de 1954) es un exjugador de tenis de Australia.
Kronk ganó siete títulos de dobles durante su carrera profesional. El diestro alcanzó su máximo ranking ATP de individuales el 25 de abril de 1976, cuando era el número 78 del mundo.
Kronk ganó siete títulos de dobles y fue subcampeón en el US Open y dos veces subcampeón en el Abierto de Australia , en todas las ocasiones como pareja de su compatriota Cliff Letcher. 

## Finales Grand Slam

### Dobles: 3 (3 finalistas)
| Resultado | Año  | Campeonato          | Superficie | Socio         | Adversarios                 | Puntuación |
| --------- | ---- | ------------------- | ---------- | ------------- | --------------------------- | ---------- |
| Pérdida   | 1976 | EE.UU. Abiertos     | Hierba     | Cliff Letcher | Tom Okker Marty Riessen     | 4@–6, 4@–6 |
| Pérdida   | 1978 | Australiano Abierto | Hierba     | Cliff Letcher | Wojciech Fibak Kim Warwick  | 6@–7, 5@–7 |
| Pérdida   | 1979 | Australiano Abierto | Hierba     | Cliff Letcher | Peter McNamara Paul McNamee | 6@–7, 2@–6 |

## Finales de carrera

### Dobles (6 victorias, 2 derrotas)
| Resultado | Núm. | Fecha | Torneo                        | Superficie   | Socio          | Adversarios                      | Puntuación       |
| --------- | ---- | ----- | ----------------------------- | ------------ | -------------- | -------------------------------- | ---------------- |
| Gana      | 1.   | 1981  | Viña del Mar, Chile           | Clay         | David Carter   | Andrés Gómez Belus Prajoux       | 6@–1, 6@–2       |
| Gana      | 2.   | 1981  | Mar del Plata, Argentina      | Clay         | David Carter   | Ángel Giménez Jairo Velasco, Sr. | 6@–7, 6@–4, 6@–0 |
| Pérdida   | 3.   | 1981  | Tampa, EE.UU.                 | Duro         | David Carter   | Bernard Mitton Butch Walts       | 3@–6, 6@–3, 1@–6 |
| Gana      | 4.   | 1981  | Múnich, Alemania              | Clay         | David Carter   | Eric Fromm Shlomo Glickstein     | 6@–3, 6@–4       |
| Pérdida   | 5.   | 1981  | Gstaad, Suiza                 | Clay         | David Carter   | Heinz Günthardt Markus Günthardt | 4@–6, 1@–6       |
| Gana      | 6.   | 1981  | Kitzbühel, Austria            | Clay         | David Carter   | Marko Ostoja Louk Sanders        | 7@–6, 6@–1       |
| Gana      | 7.   | 1981  | Melbourne Interior, Australia | Alfombra (i) | Peter McNamara | Sherwood Stewart Ferdi Taygan    | 3@–6, 6@–3, 6@–4 |
| Gana      | 8.   | 1982  | Metz, Francia                 | Duro (i)     | David Carter   | Matt Doyle Dave Siegler          | 6@–3, 7@–6       |